# Jules Ramarony
Jules Ramarony est un homme politique français, né le 3 septembre 1901 à Bordeaux (Gironde) et mort le 21 octobre 1994 à Macau (Gironde).

## Biographie
Jules Ramarony est un des trois enfants de Charles Ramarony avocat au barreau de Bordeaux. 
Il est lui-même avocat de formation, issu de l'Alliance démocratique au nom de laquelle il se présente aux élections législatives de 1932, puis de 1936. Il est battu. 
Il est élu député de l’Assemblée constituante, le 21 octobre 1945 sur une liste d’unité républicaine.
Il est l'un des fondateurs du Parti républicain de la liberté (PRL) en 1945. Il préside le groupe de l'Unité républicaine constitué à l'automne 1945 à la Chambre des députés, puis il préside, durant l'année 1946, le groupe Parti républicain de la liberté (PRL). Jules Ramarony est  réélu député en juin 1946, à la tête d’une liste du parti républicain de la liberté. Joseph Laniel l'évince de la présidence du groupe au début de l'année 1947. 
Sans avoir été un résistant actif, il est nommé, à la Libération, membre de la délégation spéciale de Bordeaux puis premier adjoint au maire de la ville en avril 1945. Au sein du PRL, il s'oppose à l'aile droite incarnée par André Mutter qui veut faire du parti un rassemblement national des droites anticommunistes. Ramarony s'inscrit quant à lui dans la tradition libérale et centriste de l'ARD. Ces conflits l'amènent à quitter le PRL et à s'apparenter, en 1948, au PPUS, avant de rejoindre le Centre national des indépendants à sa création.
En 1956 il perd son siège de député. Il ne se représente pas en 1958 et échoue en 1959 dans sa tentative d'être élu sénateur. Il se consacre à sa profession d'avocat.

## Fonctions
- Secrétaire d'État à la Marine marchande du gouvernement René Mayer (du 10 janvier au 21 mai 1953)
- Secrétaire d'État à la Marine marchande des gouvernements Joseph Laniel (du 2 juillet 1953 au 12 juin 1954)

- Député PRL de la Gironde (1945-1955)
- Vice-président de l'Assemblée nationale